# Perdita agasta
Perdita agasta är en biart som beskrevs av Timberlake 1958. Perdita agasta ingår i släktet Perdita och familjen grävbin. Inga underarter finns listade i Catalogue of Life.